# Carabots de Caen
Pour les articles homonymes, voir carabot.
Ne doit pas être confondu avec carabots de Coutances.

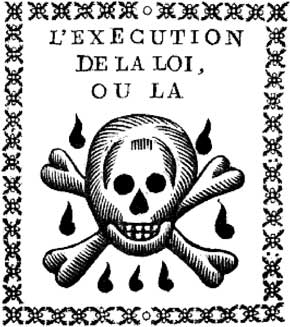
Insigne des Carabots de Caen.

Les Carabots de Caen est un groupe de sans-culottes constitué à Caen en Normandie lors de la Révolution française. 

## Historique
Les carabots sont issus de la milice bourgeoise qui s’était constituée dans leur ville dès les premiers jours de la Révolution. Équipés de fournitures saisies au château de Caen, elle prit le nom de Garde nationale et ses membres prirent des grades de sous-officiers qui les firent surnommer « carabots » (par une assimilation malveillante de « caporaux » avec « carabot » : malfaiteur, pillard), terme de dérision dont ils choisirent de se faire gloire : « Titre équivalent à celui de Sans-Culottes : épithète burlesque qui avait été donnée par l’aristocratie dédaigneuse au commencement de la Révolution aux sous-officiers de la garde nationale à cause de leur ardent amour pour la liberté, et qu’ils ont conservée précieusement » (Procès-verbal de la réunion des Carabots de Caen du 12 février 1793). En mars 1793, ils se désignent comme le « Bataillon de la Mort ». À la dissolution de leur société, désirant rester ensemble, un peu à la façon d’une association d’anciens combattants, ils formèrent un club mi-civil mi-militaire qui procédait à des parades en uniforme, avec tambours et drapeau.
Les Carabots de Caen portaient pour insigne un brassard au bras gauche avec la devise en forme de rébus : « L’exécution de la loi ou la … » surmontant une tête de mort.
En juin-juillet 1793 lors du soulèvement de Caen contre la Convention nationale, les Carabots  de Caen se joignirent aux Girondins. Enrôlés dans l’armée fédéraliste du général de Wimpffen, ils furent défaits à la bataille de Vernon.
Le 8 août 1793, la Convention prononça la dissolution des Carabots de Caen.

## Sources
- Frédéric Vaultier, Souvenirs de l’insurrection normande, dite du Fédéralisme, en 1793, Caen, Le Gost-Clérisse, 1858, p. 126-45.
- Robert Patry, Une ville de province, Caen pendant la Révolution de 1789, Condé sur Noireau, éditions Charles Corlet, 1983.
- Christine Peyrard, « Carabots et Jacobins à la conquête de l’opinion », dans Claude Mazauric (dir.), La Révolution et l’homme moderne, Paris, Messidor, 1988, p. 123-31.
- La Normandie constitutionnelle : Berceau des droits du citoyen ?, colloque du Centre culturel international de Cerisy-la-Salle, juin 2006.